# Sarana (Sabou)
Pour les articles homonymes, voir Sarana.
Sarana est une localité située dans le département de Sabou de la province du Boulkiemdé dans la région Centre-Ouest au Burkina Faso.

## Éducation et santé
Le village possède une école primaire publique.